# Qualität
Qualität (lateinisch qualitas; „Beschaffenheit, Eigenart, Eigenschaft, Merkmal, Zustand“) hat zwei Bedeutungen:
1. formell: die Summe aller Eigenschaften eines Objektes, Systems oder Prozesses oder
2. umgangssprachlich: die Güte aller Eigenschaften eines Objektes, Systems oder Prozesses.[2]

## Allgemeines
Qualität ist die Bezeichnung einer wahrnehmbaren Zustandsform von Systemen und ihrer Merkmale, welche in einem bestimmten Zeitraum anhand bestimmter Eigenschaften des Systems in diesem Zustand definiert wird. Qualität könnte sowohl ein Agrarprodukt wie Wein und dessen chemische Bestandteile und den daraus resultierenden subjektiv bewertbaren Geschmack beschreiben als auch die Prozesse der Reifung der Traube, der Produktion und des Vertriebs des Weines, oder den Managementprozess in der Winzerei. In der Bedeutung (2) spricht man von Qualitätswein oder Wein mit Prädikat bzw. von Exzellentem Management.
Der Qualitätsbegriff kommt in verschiedenen Fachgebieten vor, wo der Begriffsinhalt fachspezifisch definiert wird.

## ISO und IEC-Normierung
Qualität wird laut der Norm DIN EN ISO 9000:2015-11 (der gültigen Norm zum Qualitätsmanagement) als „Grad, in dem ein Satz inhärenter Merkmale eines Objekts Anforderungen erfüllt“ definiert. Die Qualität gibt damit an, in welchem Maße ein Produkt (Ware oder Dienstleistung) den bestehenden Anforderungen entspricht. Die Benennung der Qualität kann zusammen mit Adjektiven wie schlecht, gut oder ausgezeichnet verwendet werden. Inhärent bedeutet im Gegensatz zu „zugeordnet“ einer Einheit innewohnend, insbesondere als ständiges Merkmal. Damit sind objektiv messbare Merkmale wie z. B. Länge, Breite, Gewicht, Materialspezifikationen gemeint.
Nicht inhärent sind subjektiv zugeordnete Beschreibungen wie „schön“ oder auch der Preis, weil diese eben nicht objektiv messbar sind. Der Preis oder ein persönliches Urteil sind also nicht Bestandteil der Qualität. Durch die Definition einer Zielgruppe und Meinungsumfragen kann das subjektive Empfinden dieser Zielgruppe ermittelt, ein inhärentes Merkmal definiert und damit „messbar“ und Bestandteil der Qualität werden.
Diese Definition löste die Formulierung des DIN EN ISO 8402:1995-08, des früheren Standards zum Qualitätsmanagement, ab. Nach dieser ist Qualität „die Gesamtheit von Merkmalen einer Einheit bezüglich ihrer Eignung, festgelegte und vorausgesetzte Erfordernisse zu erfüllen.“ Einheiten sind dabei Produkte, Dienstleistungen, Konzepte, Entwürfe, Software, Arbeitsabläufe, Verfahren und Prozesse; Qualität ist eine Funktion der Anspruchsklasse.
Nach der IEC 2371 ist Qualität die „Übereinstimmung zwischen den festgestellten Eigenschaften und den vorher festgelegten Forderungen einer Betrachtungseinheit.“
Während Qualität früher traditionell als eine Eigenschaft von Produkten oder Dienstleistungen verstanden wurde, also die Kundenanforderungen im Vordergrund standen, erstreckt sich der Qualitätsbegriff im Rahmen von Total-Quality-Konzepten, wie dem Total-Quality-Management als umfassender Variante des Qualitätsmanagements, über ganze Unternehmen. Neben die Kundenanforderungen treten die Anforderungen von Mitarbeitern, Kapitalgebern und Öffentlichkeit (rechtliche Anforderungen), an deren Erfüllung sich die umfassende Qualität eines Unternehmens („Total Quality“) misst.

## Qualitätsansätze nach Garvin
In der praktischen Anwendung des Qualitätsbegriffes kann nach der Auffassung von David A. Garvin zwischen fünf verschiedenen Sichtweisen unterschieden werden:
- Das transzendente Qualitätsverständnis: Entspricht etwa der umgangssprachlichen Sicht von Qualität. Demnach ist Qualität eine subjektive Erfahrung einer Person hinsichtlich der besonderen, einzigartigen Eigenschaften eines Produktes bzw. einer Dienstleistung. Qualität kann dabei weder gemessen noch konkretisiert werden, genauso wenig wie der Begriff Schönheit allgemein definiert werden kann. In der wissenschaftlichen Praxis ist dieser Ansatz kaum relevant.
- Das produktbezogene Qualitätsverständnis: Wird die produktbezogene Sichtweise bei der Qualitätsbetrachtung zugrunde gelegt, ergibt sich die Qualität eines Produktes aus der Erfüllung von allgemein festgelegten Anforderungen. Ein klassisches Beispiel ist die Realisierung kleinerer Spaltmaße im Automobilbau im Vergleich zu Konkurrenzfahrzeugen. Ein weiteres Beispiel ist die Reifedauer eines Weines, bei der vereinfacht gilt: „Je länger der Wein ruht, desto höher die Qualität.“ Allerdings sind produktbezogene Anforderungen nicht uneingeschränkt sinnvoll. So führt z. B. die Reduzierung des Spaltmaßes bei einem Geländewagen mit hohen Ansprüchen an die Karosserie tendenziell zu höherem Aufwand bei Reparaturen.
- Das kundenbezogene Qualitätsverständnis: Diese Sichtweise definiert Qualität als die perfekte Realisierung aller Kundenanforderungen an ein Produkt und entspricht der Qualitätsdefinition der ISO 9000:2005. Das Fehlen von Merkmalen (fehlende Umsetzung einer Kundenforderung) wirkt sich damit negativ auf die Qualität des Produktes aus. Eine Zugabe weiterer Merkmale, welche vom Kunden nicht gewünscht sind, kann die Qualität nicht positiv beeinflussen, da sie für den Kunden nutzlos sind. Daher kann auch keine Kompensation von fehlenden Merkmalen durch Zugabe anderer Funktionen erfolgen. Ein Problem dieses Ansatzes liegt in der vollständigen Identifikation der Kundenforderungen begründet. Während explizite Anforderungen dem Kunden bewusst sind, müssen implizite (unbewusste) Anforderungen durch geeignete Methoden „aus einer Person extrahiert“ werden. So könnte z. B. eine dem Kunden unbewusste Anforderung das Prestige eines Kraftfahrzeuges darstellen, was durch den Kauf erworben wird. Die Identifikation von Anforderungen und deren Realisierung in Produkte erfolgt durch das Forschungsgebiet des Marketing bzw. der Marktforschung. Da die Anforderungen zwischen Personen unterschiedlich ausfallen können, kann kein Produkt mit absoluter Qualität existieren. Vielmehr kann die Qualität eines Produkts durch eine Person als positiv und durch eine andere als negativ bewertet werden. So besitzen z. B. Supersportwagen durch die Eigenschaft der Vermittlung des sozialen Status des Besitzers für einige Menschen eine hohe Qualität. Umweltbewusste Konsumenten werden die Qualitätsmerkmale wegen der ungünstigen CO2-Bilanz anders bewerten.
- Das wertorientierte Qualitätsverständnis: Nach dieser Sichtweise liegt ein Qualitätsprodukt genau dann vor, wenn ein Produkt hinsichtlich der realisierten Merkmale zu einem angemessenen Preis erworben werden kann (Kosten-Nutzen-Verhältnis). Diese Sicht wird z. B. bei Warentests von Zeitschriften zugrunde gelegt und erfolgt in Kategorien wie „Preis/Leistungssieger“ etc. Allerdings muss bei dieser Betrachtung die Relevanz der Merkmale eines Produktes für den Kunden beachtet werden (vgl. kundenbezogenes Qualitätsverständnis). Ein höherer Preis ist für den Kunden nicht durch nutzlose Produktmerkmale zu rechtfertigen.
- Das fertigungsbezogene Qualitätsverständnis: Erfüllung von Zeichnungsangaben, Vereinbarungen und Normen; a priori Qualität.

## Die vier Eckpfeiler der Qualität nach Philip Bayard Crosby
Philip B. Crosby definierte 1979 die vier Eckpfeiler der Qualität wie folgt:
1. Qualität wird als Grad der Übereinstimmung mit Anforderungen definiert (englisch Quality is conformance to requirements),
2. das Grundprinzip des Qualitätsmanagements ist Vorbeugung (englisch prevention),
3. das Null-Fehler-Prinzip muss zum Standard werden,
4. Qualitätskosten sind die Kosten für Nichterfüllung der Qualitätsanforderungen.

## Unternehmerisches Qualitätsverständnis

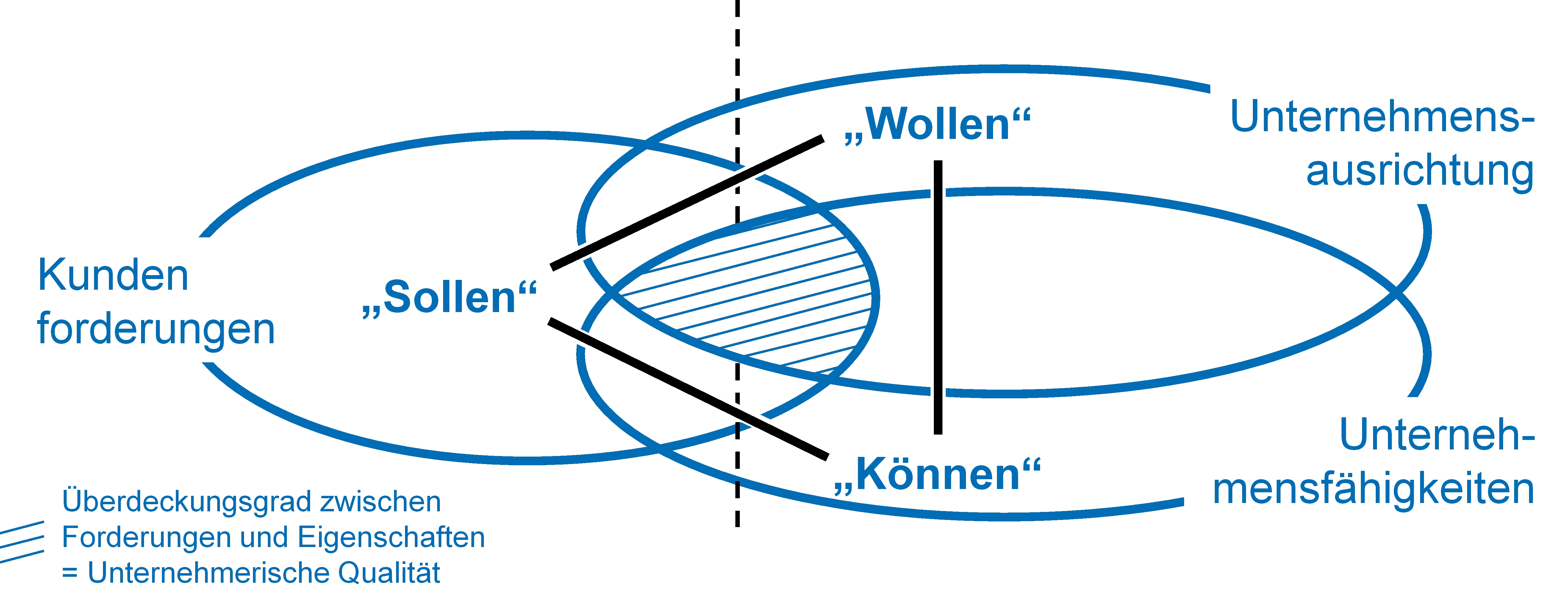
Unternehmerisches Qualitätsverständnis

Das unternehmerische Qualitätsverständnis geht über das Qualitätsverständnis der EN ISO 9000:2005 hinaus. Letztere versteht Qualität als Überdeckungsgrad zwischen expliziten und impliziten Forderungen des Kunden „Soll“ und den gelieferten Eigenschaften „Ist“. Eine alleinige Ausrichtung des Unternehmens auf Kundenwünsche ist jedoch nicht zwangsläufig unternehmerisch. Beim unternehmerischen Qualitätsverständnis stellt erst der Überdeckungsgrad der drei Zielgrößen „Kundenforderungen“ (Sollen), „Unternehmensausrichtung“ (Wollen) und „Unternehmensfähigkeit“ (Können) unternehmerische Qualität dar. Kundenforderungen sind z. B. Forderungen nach spezifischen Funktionalitäten oder Eigenschaften, die z. B. ein Produkt (Produktqualität) oder eine Dienstleistung (Dienstleistungsqualität) aus Sicht des Kunden erfüllen soll. In der Unternehmensausrichtung spiegeln sich die Ziele und die strategische Ausrichtung des Unternehmens wider. Die Unternehmensausrichtung definiert, wie ein Unternehmen den Markt und damit die Kunden bearbeiten möchte. Dabei orientiert sich das Unternehmen an den gesellschaftlichen sowie selbst auferlegten Werten. Unter der Unternehmensfähigkeit werden die Kompetenzen verstanden, die das Unternehmen im Rahmen des Qualitätsmanagements besitzt, um die gesetzten Ziele zu erreichen und die Kundenforderungen mit Produkt- und Dienstleistungsadressat sowie aus dem übrigen Kontext des Unternehmens (z. B. Anforderungen rechtlicher Natur aus Staat und Gesellschaft, der Eigentümer, der  Mitarbeiter, der Lieferanten …) umzusetzen und mögliche Risiken präventiv zu entschärfen.

## Qualität im Sprachgebrauch
Obgleich die Bezeichnung „Qualität“ an sich keine Bewertung beinhaltet, wird sie im Alltag oft wertend gebraucht. So wird Qualität etwa als Gegenstück zu Quantität verstanden (Quantität ist nicht gleich Qualität). „Quantität“ bezeichnet in Wahrheit lediglich die Menge von qualitativen Eigenschaften und drückt sich daher in Mengen- oder Messwerten aus. Die Redewendung bezieht sich jedoch darauf, dass in der Alltagssprache Qualität oft ein Synonym für Güte ist, oft ist daher von „guter“ oder „schlechter“ Qualität die Rede. Kauft ein Kunde ein Produkt oder eine Dienstleistung und erfüllen diese ihre Zwecke für den Kunden, so haben sie im allgemeinen Sprachgebrauch eine „gute Qualität“. Dieses subjektive, kundenbezogene Qualitätsverständnis lässt sich nur sehr schwer insbesondere durch Marktforschung erfassen, da es sich individuell stark unterscheiden kann. „Qualität ist, wenn der Kunde wieder kommt und nicht die Ware.“

## Produkt-, Service- und Prozessqualität
Tatsächlich hat sich der Begriff „Qualität“ im wirtschaftlichen Alltag als ein allgemeiner Wertmaßstab etabliert, der die Zweckangemessenheit eines Produkts (Produktqualität), einer Dienstleistung (Dienstleistungsqualität, Servicequalität) oder eines Prozesses (Prozessqualität) zum Ausdruck bringen soll. Dieses Verständnis zeigt sich etwa im Ausdruck „Qualitätsarbeit“. Sie findet häufig in einem bereichsübergreifenden, die Qualität der einzelnen Ergebnisse sichernden System statt. Die Planung, Steuerung und Kontrolle aller hierzu nötigen Tätigkeiten wird als Qualitätsmanagement bezeichnet. Es befasst sich unter anderem mit der Qualitätssicherung und Qualitätsprüfung. Als Ergebnis entsteht das „Qualitätsprodukt“.
Der Unterschied zwischen Produkt- und Prozessqualität kann in der Praxis bei Fragen der Haftung zum Tragen kommen. Beispielsweise berücksichtigte das Oberlandesgericht Zweibrücken 2014 bei seiner Zurückweisung von Haftungsansprüchen, welche im Zusammenhang mit den fehlerhaften Brustimplantaten des Herstellers PIP gegen den TÜV Rheinland erhoben worden waren, dass der TÜV Rheinland zwar das Qualitätssicherungssystem von PIP zu prüfen hatte, nicht aber die Beschaffenheit und Qualität der hergestellten Produkte selbst.
Wo sich Produktqualität mit quantitativen Größen messen lässt, wird sie häufig als technische Qualität bezeichnet. Das betrifft beispielsweise Eigenschaften wie Bruchfestigkeit, Belastbarkeit, Langlebigkeit, Farbechtheit usw. Als eine der einfachsten Definitionen für Qualität gilt hier die Regel: „Qualität ist die Übereinstimmung von Ist und Soll“, also die Erfüllung von Spezifikationen oder Vorgaben (englisch Fulfilment of a specification) im Gegensatz zu der Erfüllung von Erwartungen und Zielen als dem übergreifenden Qualitätsanspruch (englisch Fitness for Purpose). In der Produktion werden hierbei heute Kennzahlen zur Qualität über rechnergestützte Systeme bestimmt. Diese Systeme zur Qualitätssicherung werden CAQ-Systeme (CAQ von englisch Computer Aided Quality assurance) genannt.
Die Arbeitsqualität ist neben der Materialqualität der verwendeten Werkstoffe der wichtigste Einflussfaktor bei der Produkt- und Dienstleistungsqualität. Um ein stetiges Qualitätsniveau erreichen zu können, müssen an die Qualifikation der Mitarbeiter hohe Anforderungen gestellt werden. Eine Möglichkeit, die Effektivität eines Unternehmens zu steigern, besteht darin, die Qualifikation bei der Einstellung der Arbeitskräfte strenger zu kontrollieren und die Auswahl stärker von den Anforderungen an die künftigen Aufgaben abhängig zu machen. Die Arbeitsqualität kann durch Qualitätsmanagement oder Total-Quality-Management überwacht und verbessert werden. Nur wer die höchste Produkt- oder Dienstleistungsqualität erreicht, wird auf dem Markt zum Qualitätsführer. Hohe Arbeitsqualität hat in Deutschland zum Qualitätsmerkmal des Made in Germany geführt. Einem Fachkräftemangel kann deshalb nicht dadurch begegnet werden, dass die Anforderungen an die Qualifikation gesenkt werden. Dies wirkt sich unmittelbar negativ auf die Arbeitsqualität und damit auf die Produkt- und Dienstleistungsqualität aus.

## Qualitätsbegriff in der Medizin
Oben aufgeführte Sichtweisen sind im Gesundheitswesen gemäß Qualitätsmodell nach Donabedian unter den Stichworten Struktur-, Prozess- und Ergebnisqualität wiederzufinden. Die transzendente Betrachtungsweise, die schon in der Renaissance hinterfragt wurde, hat sich überall da erhalten, wo Einzelfälle und nicht objektivierbare Erfolge bei Patienten und Behandlern eine Rolle spielen. Die Wege zu einer erfolgreichen Behandlung von hoher Qualität werden über „Expertenäußerung“, Medizinische Leitlinien der Fachverbände bis hin zu justitiablen Richtlinien im Rahmen der medizinischen Qualitätssicherung festgelegt. In Bezug auf neuartige Behandlungstechniken und ihre Relevanz für therapeutische Minimal- oder Maximalstandards gelten zum Teil unterschiedliche Bewertungskriterien. Wissenschaftliche und berufspolitische Organisationen versuchen im Konsens bei den verschiedenen miteinander konkurrierenden Therapien den Grad der Evidenz zu bestimmen.
Bei Krankenkassen und Patienten, die eine Kostentransparenz besitzen (Zuzahler), hat sich ein „materialistischer Qualitätsbegriff“ durchgesetzt, also ein gutes Produkt für einen angemessenen Preis, was natürlich auch eine (zahn)ärztliche Dienstleistung sein kann.

## Berufe im Qualitätsbereich
- Qualitätsmanagementbeauftragter (QMB)
- Qualitätsfachmann
- Qualitätsingenieur
- Qualitätsmanager
- Auditor

Die Deutsche Gesellschaft für Qualität bietet Bildungsveranstaltungen in diesem Umfeld an.